# Phare de Punta Gruesa
Le phare de Punta Gruesa (en espagnol : Faro Punta Gruesa) est un phare actif situé sur Punta Gruesa, à 15 km au sud d'Iquique (Province d'Iquique), dans la Région de Tarapacá au Chili.
Il est géré par le Service hydrographique et océanographique de la marine chilienne.

## Histoire
La station de signalisation date de 1947. C'est un obélisque  érigé comme mémorial chilien des marins de la bataille navale d'Iquique qui s'est déroulée le 21 mai 1879 et sa continuation par la bataille de Punta Gruesa. La balise est accrochée sur le côté mer.

## Description
Ce phare  est une tour pyramidale en béton avec une balise de 10 m de haut. La tour est peinte en blanc et sous soubassement est foncé. Il émet, à une hauteur focale de 27 m, un éclat blanc par période de 10 secondes. Sa portée est de 14 milles nautiques (environ 26 km).
Identifiant : Amirauté : G1964 - NGA : 111-1072 .

### Lien connexe
- Liste des phares du Chili